# آيت سعيد (آيت سعيد)
آيت سعيد هي إحدى مشيخات المملكة المغربية، تتبع جغرافيا لإقليم الصويرة وإداريًا لآيت سعيد. يقدر عدد سكانها بـ 4412 نسمة حسب الإحصاء الرسمي للسكان والسكنى لسنة 2004.